# Sigela prosticta
Sigela prosticta là một loài bướm đêm trong họ Erebidae.